# Mariene ecoregio Prins Edwardeilanden
De Mariene ecoregio Prins Edwardeilanden (216) (Engels: Prince Edward Islands marine ecoregion) is een biogeografische regio en ligt in het zuidwesten van de Indische Oceaan in de Mariene provincie Subantarctische Eilanden (59) in het Marien rijk Zuidelijke Oceaan. De mariene ecoregio is vastgesteld door het World Wide Fund for Nature en The Nature Conservancy en is vernoemd naar de Prins Edwardeilanden.
Het gebied grenst niet aan andere mariene ecoregio's.

## Geografie
De mariene ecoregio ligt in het zuidwesten van de Indische Oceaan rond de Prins Edwardeilanden van Zuid-Afrika.
Door het gebied stroomt de westenwinddrift.

## Biogeografie
Het gebied kent zeeleven dat houdt van arctische temperaturen.